# Louis Armand
Louis Armand (n. 17 ianuarie 1905, Cruseilles, Haute-Savoie, Franța – d. 30 august 1971, Villers-sur-Mer, Basse-Normandie, Franța) a fost un inginer francez care a condus mai multe companii publice și a avut un rol semnificativ în timpul celui de-al doilea război mondial ca ofițer în Rezistență. A fost primul președinte al Euratom și a fost ales în Academia Franceză în 1963.